# آبا، جمهوری دموکراتیک کنگو
آبا، جمهوری دموکراتیک کنگو (به لاتین: Aba, Democratic Republic of the Congo) در جمهوری دموکراتیک کنگو است که در استان اورینتال واقع شده‌است.